# Barbiero
Barbiero is een Italiaans historisch merk van motorfietsen.
De bedrijfsnaam was: Flli. Barbiero, Strada Antica di Cavoretto 25, 10133 Torino.
De gebroeders Barbiero produceerden vanaf 1977 motorfietsen met inbouwmotoren van het merk Moto Cross. Men leverde een tamelijk groot aantal motorcrossmodellen met tweetaktmotoren van 49-, 123- en 242 cc, maar de productie eindigde al vrij snel.